# Boimorto (parroquia)
Boimorto (llamada oficialmente Santiago de Boimorto) es una parroquia y lugar español del municipio de Boimorto, en la provincia de La Coruña, Galicia.

## Entidades de población
Entidades de población que forman parte de la parroquia:
- A Granxa
- A Roda
- Asientos (Os Asentos)
- Boimorto
- Casal de Munín
- Filgueira
- Gándara (A Gándara)
- Outeiro (O Outeiro)
- Pedral (O Pedral)
- Piñeiro
- Real (O Real)
- Rego do Seijo (O Rego do Seixo)
- Riveiro (O Ribeiro)
- Sobreira (A Sobreira)
- Vieite (Bieite)
- Viladóniga (Viladónega)
- Vilanova

## Despoblados
Despoblados que forman parte de la parroquia:
- Boído (O Boído)
- Rego do Pazo (O Rego do Pazo)
- Rivadizo de Mella (Ribadiso)

## Demografía

### Parroquia
| Gráfica de evolución demográfica de Boimorto (parroquia) entre 2000 y 2021 |
|                                                                            |
| Datos según el nomenclátor publicado por el INE.                           |

### Lugar
| Gráfica de evolución demográfica de Boimorto (lugar) entre 2000 y 2021 |
|                                                                        |
| Datos según el nomenclátor publicado por el INE.                       |